# Реквием (Верди)

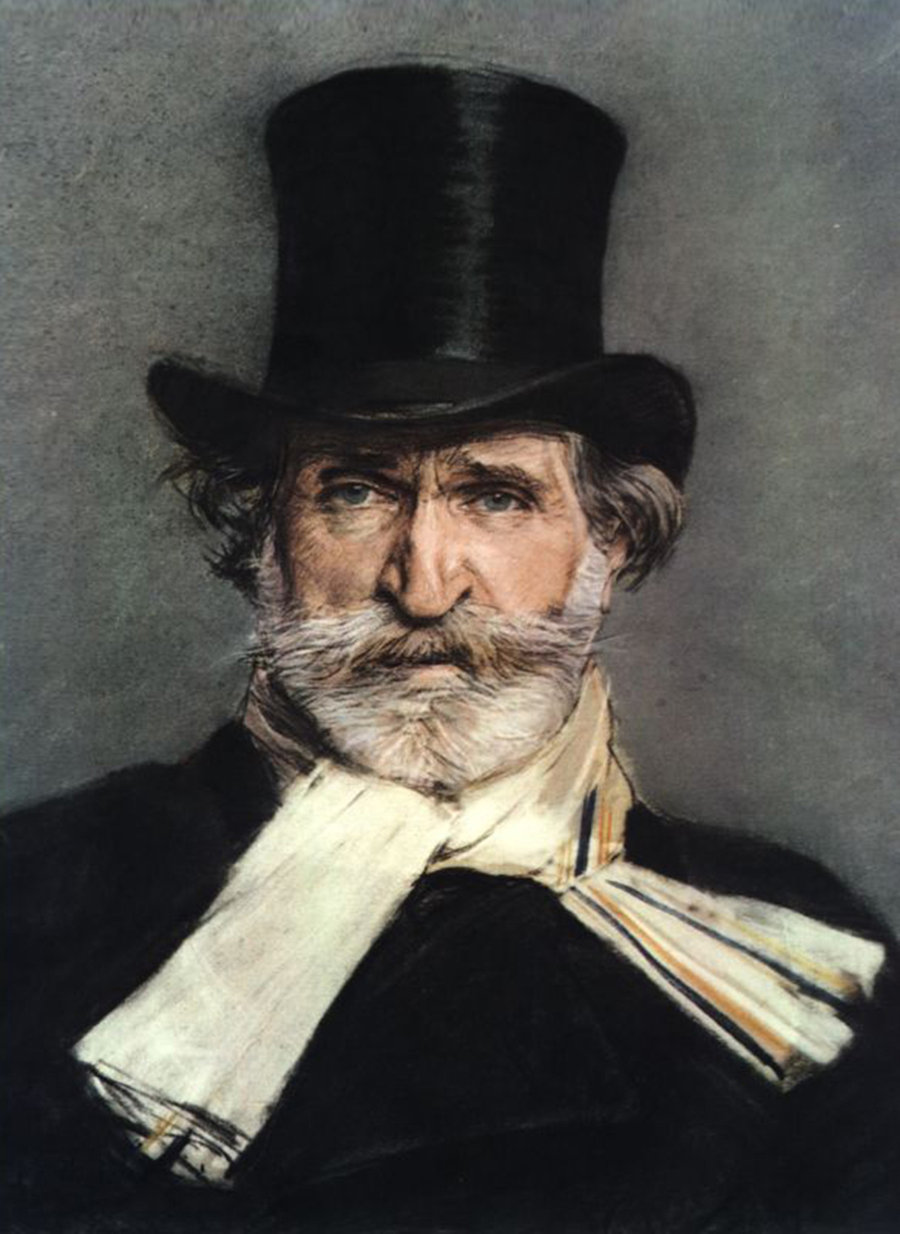
Джузеппе Верди, портрет кисти Джованни Больдини.

Реквием ми минор (итал. Messa da Requiem) — произведение для солистов, хора и оркестра итальянского композитора Джузеппе Верди.

## История создания
Замысел Реквиема относится к концу 1868 года: смерть Джоаккино Россини побудила Верди обратиться к «наиболее уважаемым итальянским композиторам» (ныне забытым) с предложением объединиться для написания траурной мессы к годовщине смерти композитора (см. Месса по Россини). По жребию Верди досталась заключительная часть, чаще всего опускаемая композиторами, — Libera me. Реквием был сочинён к ноябрю 1869 года, но не был исполнен.
Позже Верди решил написать собственный Реквием для Россини; работа затянулась, и толчком к скорейшему её завершению, — к тому времени композитор уже написал несколько частей, — послужила смерть знаменитого писателя Алессандро Мандзони (22 мая 1873 года), перед которым Верди преклонялся с юных лет, считал его «образцом добродетели и патриотизма».

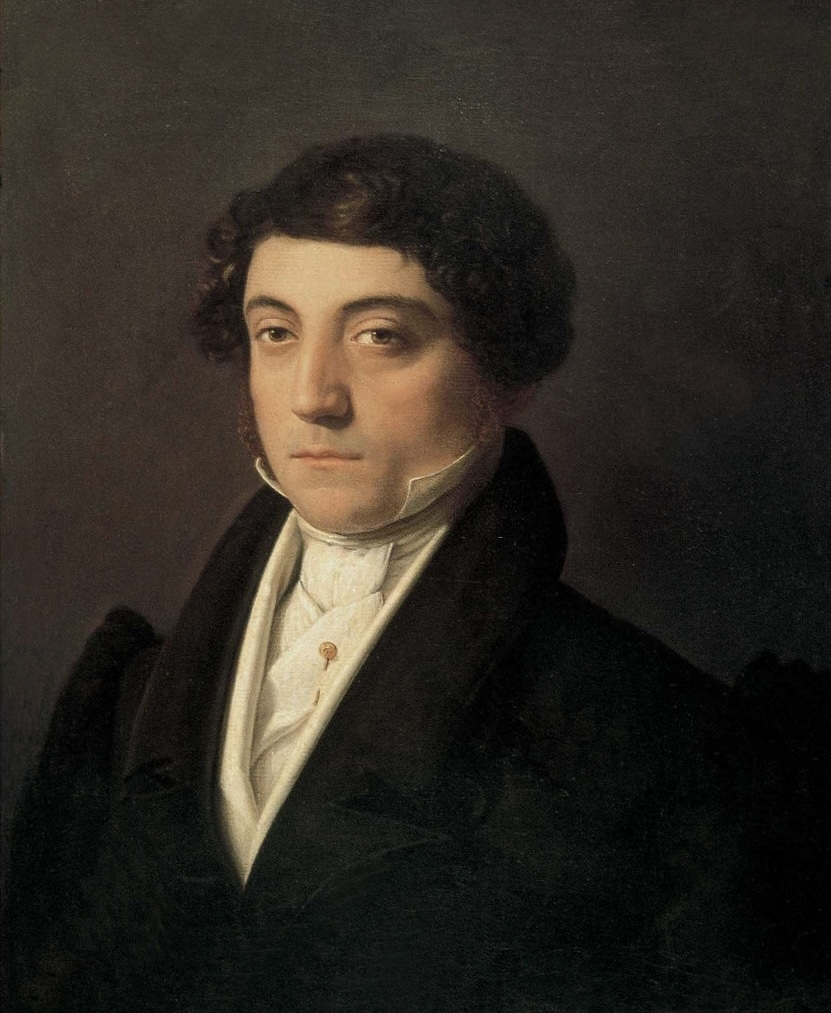
Джоаккино Россини, для которого изначально был задуман Реквием

Работу над Реквиемом Верди завершил 10 апреля 1874 года. Первое исполнение состоялось в годовщину смерти Мандзони, 22 мая того же года, в миланском соборе Святого Марка; за дирижёрским пультом стоял сам автор. Через несколько дней Реквием с огромным успехом был исполнен в театре «Ла Скала»; столь же успешно в 1875 году прошли под управлением автора премьеры в Париже, Лондоне и Вене, а затем в Мюнхене, в Петербурге…

## Сочинение
По признанию самого композитора, первоначально он взял за образец Реквием до минор Луиджи Керубини, сочинение хоровое, без солистов, в котором оркестру в целом отводится достаточно скромная роль, — однако в процессе работы Верди далеко отошёл от этого образца: в его Реквиеме, помимо большого четырёхголосного хора и полноценного симфонического оркестра, присутствуют четыре солиста — сопрано, меццо-сопрано, тенор и бас. По стилю, многочисленными ариозо и ансамблями — дуэтами, терцетами и квартетами — с истинно итальянской оперной кантиленой, Реквием Верди больше напоминает его поздние оперы, прежде всего «Аиду», чем сочинение Керубини и других его предшественников. Роль оркестра в этом Реквиеме далеко выходит за рамки простого аккомпанемента.
Быть может, потому, что смерть Мандзони была для Верди личной утратой, он создал произведение глубоко драматическое, с присущей романтизму остротой переживаний, резко отличающееся даже от его собственных, написанных позже «Четырёх духовных пьес», выдержанных в строгом, вполне «церковном» стиле. В Реквиеме этот стиль напоминает только Agnus dei.
Свой Реквием Верди написал на канонический латинский текст, при этом в Секвенции перед её последней частью — Lacrimosa у Верди повторяется первая часть — Dies irae, устрашающая картина Судного дня, и ещё раз Dies irae звучит в заключительной части — Libera me; таким образом, тема Страшного суда проходит через весь Реквием, что каноном не предусмотрено; как полагают музыковеды, для Верди это не Судный день как таковой, а безжалостное вторжение смерти, обрывающее лирические, умиротворённые части Реквиема, в которые композитор вложил весь свой мелодический дар.

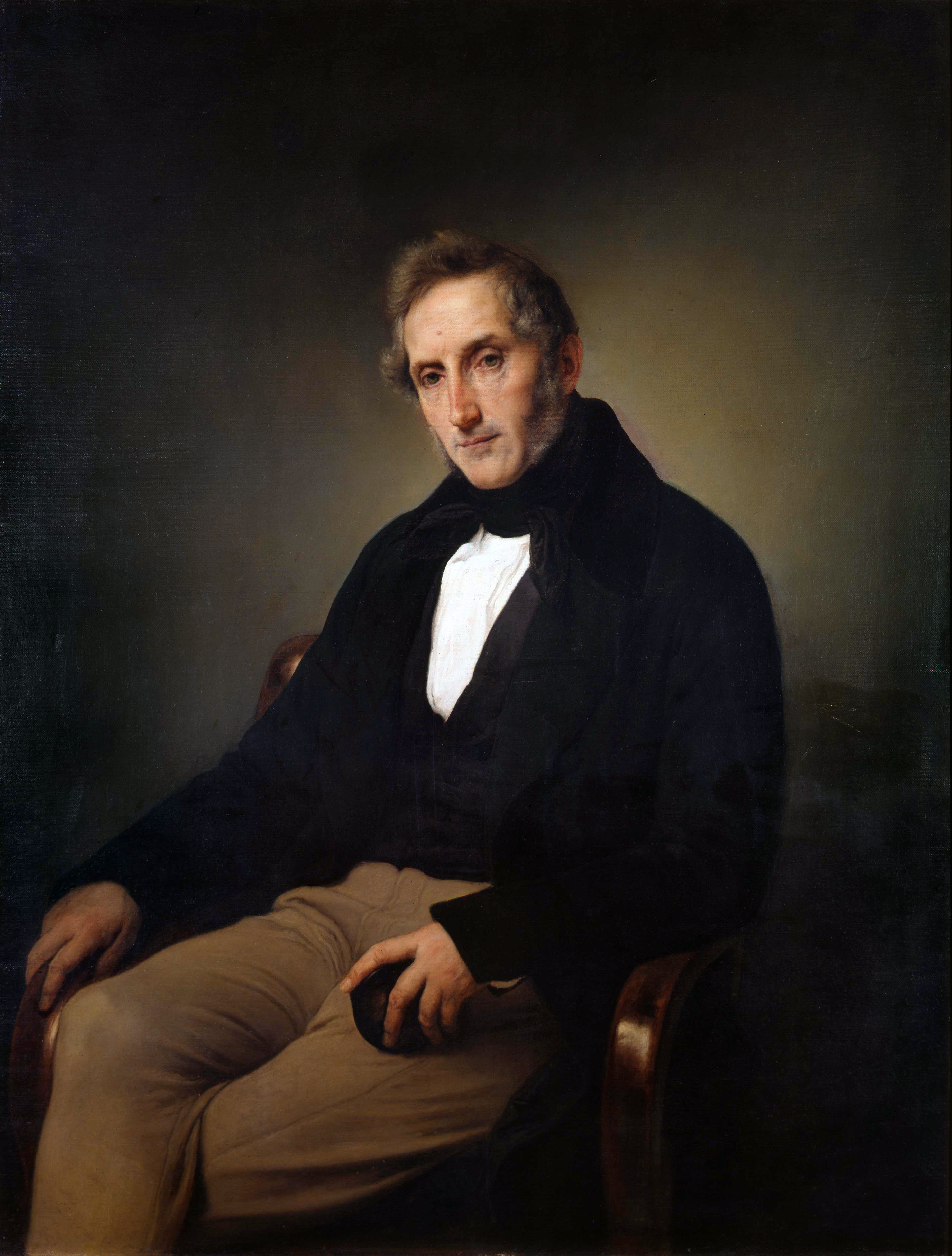
Алессандро Мандзони, которому Реквием был посвящён

«Оперность» этого Реквиема уже при первых исполнениях вызвала споры, продолжающиеся и по сей день: каким образом включение  оперных элементов отразилось на литургическом стиле сочинения — исказило или усовершенствовало его?.

### Структура Реквиема
1.  Requiem и Kyrie (квартет солистов, хор)
2.   Sequentia
Dies irae (хор)
Tuba Mirum (бас и хор)
Mors stupebit (бас и хор)
Liber Scriptus,  (меццо-сопрано и хор)
Quid sum miser (сопрано, меццо-сопрано, тенор)
Rex tremendae (солисты, хор)
Recordare (сопрано, меццо-сопрано)
Ingemisco (тенор)
Confutatis (бас и хор)
Lacrymosa (солисты и хор)
3.  Offertorium (солисты)
4.  Sanctus (двойной хор)
5.  Agnus Dei (сопрано, меццо-сопрано и хор)
6.  Lux Aeterna  (меццо-сопрано, тенор, бас)
7.  Libera Me (сопрано и хор)

## Концертная судьба
В Европе Реквием Верди завоевал аудиторию сразу; по свидетельствам очевидцев, ему аплодировали бурно, требуя повторения отдельных номеров. Вместе с тем за пределами Италии отношение к Реквиему во многих странах было, а отчасти и остаётся двойственным: он воспринимается как сочинение скорее оперного жанра, нежели духовное, и исполняется как выдающаяся музыкальная драма; вплоть до того, что Реквием, как оперу, делят на «действие первое» и «действие второе». По отзывам критиков, пока только лучшим итальянским дирижёрам — в первую очередь Артуро Тосканини (который первые записи Реквиема осуществил ещё в 1938 году: 4 марта в Нью-Йорке и 27 мая в Лондоне, с оркестром BBC), и Карло Марии Джулини — удавалось наполнить сочинение Верди религиозным чувством, исполнить его именно как заупокойную мессу, пусть и окрашенную личными переживаниями.
Как бы то ни было, наряду с Реквиемом В. А. Моцарта Реквием Верди является одним из самых исполняемых сочинений этого жанра.